# شهرستان صدرک
شهرستان صَدَرَک یکی از شهرستان‌های جمهوری آذربایجان واقع در جمهوری خودمختار نخجوان است که در سال ۱۹۹۰ از شهرستان شرور جدا شد.
این شهرستان، ناحیه کرکی که در خاک جمهوری ارمنستان محصور است را نیز شامل می‌شود که از سال ۱۹۹۲ در کنترل نیروهای ارمنی قرار دارد. مرکز این شهرستان، شهر حیدرآباد است که به نام حیدر علی‌اف نامگذاری شده‌است. این شهرستان ۱۵۰ کیلومتر مربع وسعت و جمعیتی بالغ بر ۱۲۹۰۰ نفر دارد.
صدرک با راه افتادن راه‌آهنی که به ارمنستان می‌رفت رونق یافت؛ ولی در جریان نبردهای سال ۱۹۹۲ میان جمهوری آذربایجان و ارمنستان کاملاً تخلیه شد و امروزه نیز رونق پیشین را ندارد. خط‌آهن صدرک به ارمنستان امروزه بسته‌است. نمای کوه آرارات از صدرک دیدنی است.